# Monroe megye (Mississippi)
Monroe megye az Amerikai Egyesült Államokban, azon belül Mississippi államban található. Megyeszékhelye Aberdeen, legnagyobb városa Amory. Lakosainak száma 34 180 fő (2020. április 1.). Monroe megye Itawamba, Lowndes, Lamar, Lee, Marion, Chickasaw és Clay megyékkel határos.

## Népesség
A megye népességének változása:
| Lakosok száma | 36 893 | 36 572 | 36 422 | 36 116 | 35 827 | 34 180 |
|               | 2010   | 2011   | 2012   | 2013   | 2015   | 2020   |